# Sing Your Way Home

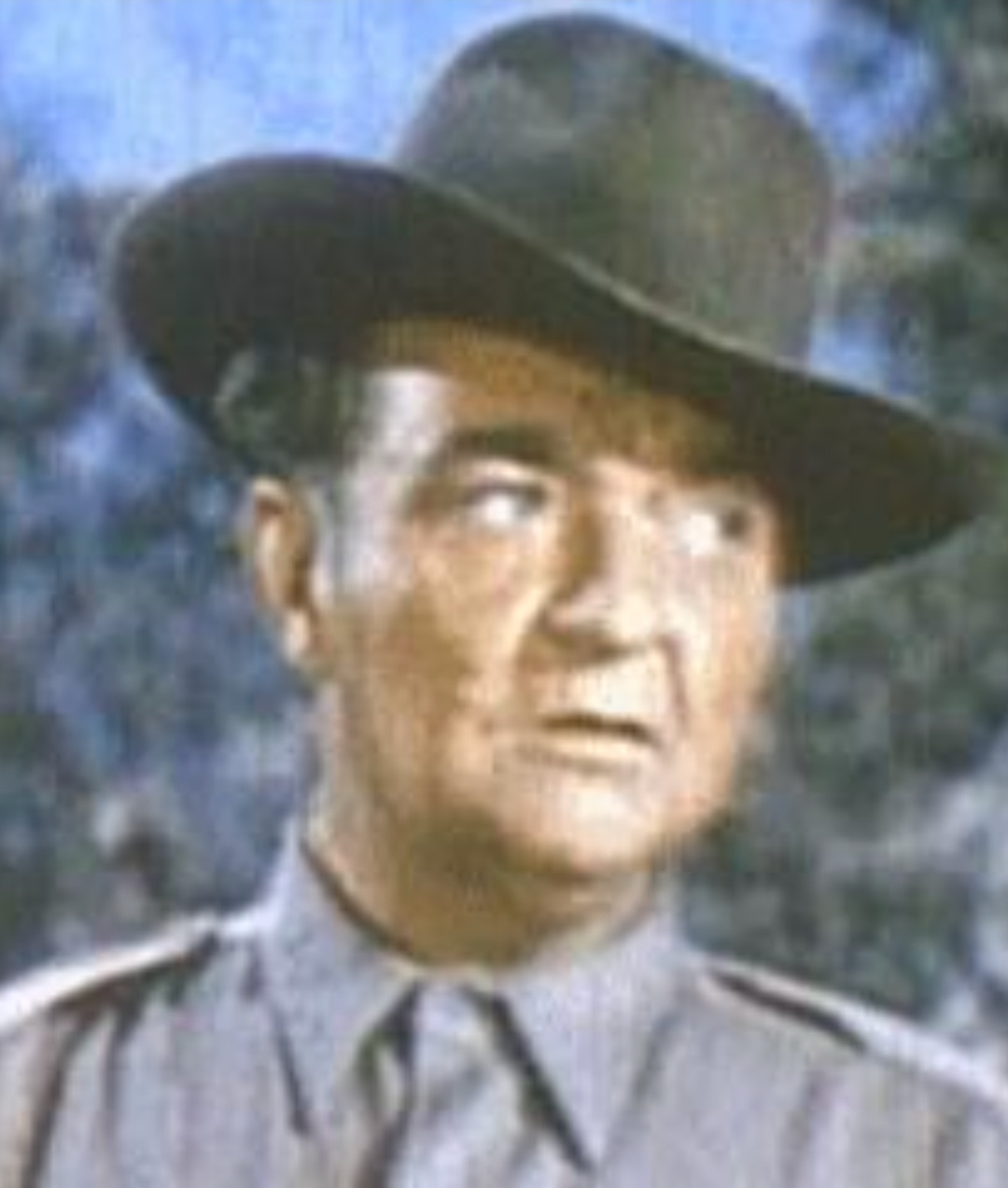
Edward Gargan era irmão do também ator William Gargan. Começou no cinema em 1931 e tem a seu crédito 312 trabalhos, incluídos os que fez para a TV. Com sua cara atrapalhada, especializou-se em papéis de policiais bobos ou de companheiro do mocinho. Morreu em 1964.

Sing Your Way Home é um filme estadunidense de 1945, do gênero comédia musical, dirigido por Anthony Mann e estrelado por Jack Haley e Marcy McGuire.

## A produção
Este é um dos primeiros filmes do diretor Mann, que ficaria famoso na década seguinte, principalmente pelos faroestes que fez com James Stewart. Trata-se de um musical B, como tantos outros produzidos pela RKO Pictures, com um roteiro absurdo porém divertido.
Allie Wrubel e Herb Magidson escreveram as canções, entre elas I'll Buy That Dream, indicada ao Oscar da categoria.

## Sinopse
Com o fim da Guerra, Steve Kimball, arrogante correspondente estrangeiro, toma um navio de volta a Nova Iorque. A contragosto, aceita tomar conta de quinze artistas adolescentes, abandonados na Europa há quatro anos. Também a bordo encontra-se a clandestina Bridget, que Steve contrata para conseguir as histórias dos jovens. Os relatos devem ser-lhe repassados em um código secreto, o "código do amor", de forma que o capitão não desconfie de nada...

## Premiações
| Prêmio | Categoria              | Situação |
| ------ | ---------------------- | -------- |
| Oscar  | Melhor Canção Original | Indicado |

## Elenco
| Ator/Atriz       | Personagem        |
| ---------------- | ----------------- |
| Jack Haley       | Steve Kimball     |
| Marcy McGuire    | Bridget Forrester |
| Glen Vernon      | Jimmy McCue       |
| Anne Jeffreys    | Kay Lawrence      |
| Donna Lee        | Terry             |
| Patti Brill      | Dottie            |
| Nancy Marlow     | Patsy             |
| James Jordan Jr. | Chuck             |
| Emory Parnell    | Capitão do navio  |
| David Forrester  | Windy             |
| Edward Gargan    | Carcereiro        |